# Miagrammopes simus
Espèce
Miagrammopes simus est une espèce d'araignées aranéomorphes de la famille des Uloboridae.

## Distribution
Cette espèce est endémique du Panama.

## Description
La femelle holotype mesure 7,3 mm.

## Publication originale
- Chamberlin & Ivie, 1936 : New spiders from Mexico and Panama. Bulletin of the University of Utah, vol. 27, no 5, p. 1-103.